# شورية كبيرة الأوراق
شورية كبيرة الأوراق (الاسم العلمي:Shorea macrophylla) هي نوع غير مؤكد من النباتات تتبع جنس الشورية من فصيلة مجنحية الثمر.